# Bahnstrecke Oiry-Mareuil–Romilly-sur-Seine
| Bahnhof Romilly-sur-Seine, 2009 |                      |                                                                 |                                                                 |
| Streckennummer (SNCF): | 010 000              |                                                                 |                                                                 |
| Streckenlänge: | 83,9 km              |                                                                 |                                                                 |
| Spurweite: | 1435 mm (Normalspur) |                                                                 |                                                                 |
| Maximale Neigung: | 10 ‰                 |                                                                 |                                                                 |
| Zweigleisigkeit: | ehem. teilweise ja   |                                                                 |                                                                 |
| |                      |                                                                 |                                                                 |
| \| \| \| Bahnstrecke Paris–Strasbourg von Paris-Est \| \| \| \| 0,0 \| Oiry \| 74 m \| \| \| 0,7 \| Bahnstrecke Paris–Strasbourg nach Strasbourg \| Bahnstrecke Paris–Strasbourg nach Strasbourg \| \| \| \| Gleisanlieger Oiry \| \| \| \| 6,6 \| Avize \| 114 m \| \| \| 9,7 \| Mesnil-Oger \| 119 m \| \| \| 15,8 \| Vertus \| 107 m \| \| \| 18,2 \| Bergères-lès-Vertus-Mont-Aimé \| 121 m \| \| \| \| Coligny \| \| \| \| 27 \| Morains-Aulnay \| 146 m \| \| \| 32,4 \| Bahnstrecke Fère-Champenoise–Vitry-le-François von Vitry-le-Fr. \| Bahnstrecke Fère-Champenoise–Vitry-le-François von Vitry-le-Fr. \| \| \| 33,5 \| Fère-Champenoise \| 141 m \| \| \| 39,1 \| Connantre \| 103 m \| \| \| 44,3 \| Linthes-Linthelles \| 107 m \| \| \| 53,8 \| Sézanne \| 121 m \| \| \| \| Bahnstrecke Gretz-Armainvilliers–Sézanne nach Paris-Est \| \| \| \| 61,3 \| Barbonne-Fayel \| 102 m \| \| \| 66,9 \| Saint-Quentin-le-Verger \| 85 m \| \| \| 72,7 \| Anglure \| 75 m \| \| \| \| Aube (zerstört) \| \| \| \| \| Canal de la Haute-Seine (zerstört) \| \| \| \| 77,4 \| Saint-Just-Sauvage \| 76 m \| \| \| ~79,9 \| Marne / Aube \| Marne / Aube \| \| \| ~80,1 \| Seine (zerstört) \| Seine (zerstört) \| \| \| \| Bahnstrecke Paris–Mulhouse von Mulhouse \| \| \| \| 83,9 \| Romilly-sur-Seine \| 77 m \| \| \| \| Bahnstrecke Mézy–Romilly-sur-Seine von Mézy \| \| \| \| \| Bahnstrecke Paris–Mulhouse nach Paris-Est \| \| |                      |                                                                 |                                                                 |
| |                      | Bahnstrecke Paris–Strasbourg von Paris-Est                      |                                                                 |
| ehemaliger Bahnhof | 0,0                  | Oiry                                                            | 74 m                                                            |
| Abzweig ehemals geradeaus, nach links und von links | 0,7                  | Bahnstrecke Paris–Strasbourg nach Strasbourg                    | Bahnstrecke Paris–Strasbourg nach Strasbourg                    |
| Abzweig geradeaus und von rechts |                      | Gleisanlieger Oiry                                              | Gleisanlieger Oiry                                              |
| ehemaliger Bahnhof | 6,6                  | Avize                                                           | 114 m                                                           |
| ehemaliger Haltepunkt / Haltestelle | 9,7                  | Mesnil-Oger                                                     | 119 m                                                           |
| ehemaliger Bahnhof | 15,8                 | Vertus                                                          | 107 m                                                           |
| ehemaliger Haltepunkt / Haltestelle | 18,2                 | Bergères-lès-Vertus-Mont-Aimé                                   | 121 m                                                           |
| Dienststation / Betriebs- oder Güterbahnhof |                      | Coligny                                                         | Coligny                                                         |
| Blockstelle | 27                   | Morains-Aulnay                                                  | 146 m                                                           |
| Abzweig geradeaus, ehemals nach links und ehemals von links | 32,4                 | Bahnstrecke Fère-Champenoise–Vitry-le-François von Vitry-le-Fr. | Bahnstrecke Fère-Champenoise–Vitry-le-François von Vitry-le-Fr. |
| Dienststation / Betriebs- oder Güterbahnhof | 33,5                 | Fère-Champenoise                                                | 141 m                                                           |
| ehemaliger Haltepunkt / Haltestelle | 39,1                 | Connantre                                                       | 103 m                                                           |
| ehemaliger Bahnhof | 44,3                 | Linthes-Linthelles                                              | 107 m                                                           |
| Dienststation / Betriebs- oder Güterbahnhof | 53,8                 | Sézanne                                                         | 121 m                                                           |
| Abzweig ehemals geradeaus und nach rechts |                      | Bahnstrecke Gretz-Armainvilliers–Sézanne nach Paris-Est         | Bahnstrecke Gretz-Armainvilliers–Sézanne nach Paris-Est         |
| Bahnhof (Strecke außer Betrieb) | 61,3                 | Barbonne-Fayel                                                  | 102 m                                                           |
| Bahnhof (Strecke außer Betrieb) | 66,9                 | Saint-Quentin-le-Verger                                         | 85 m                                                            |
| Bahnhof (Strecke außer Betrieb) | 72,7                 | Anglure                                                         | 75 m                                                            |
| Brücke über Wasserlauf (Strecke außer Betrieb) |                      | Aube (zerstört)                                                 | Aube (zerstört)                                                 |
| Brücke über Wasserlauf (Strecke außer Betrieb) |                      | Canal de la Haute-Seine (zerstört)                              | Canal de la Haute-Seine (zerstört)                              |
| Haltepunkt / Haltestelle (Strecke außer Betrieb) | 77,4                 | Saint-Just-Sauvage                                              | 76 m                                                            |
| Grenze (Strecke außer Betrieb) | ~79,9                | Marne / Aube                                                    | Marne / Aube                                                    |
| Brücke über Wasserlauf (Strecke außer Betrieb) | ~80,1                | Seine (zerstört)                                                | Seine (zerstört)                                                |
| Abzweig ehemals geradeaus und von links |                      | Bahnstrecke Paris–Mulhouse von Mulhouse                         | Bahnstrecke Paris–Mulhouse von Mulhouse                         |
| Bahnhof | 83,9                 | Romilly-sur-Seine                                               | 77 m                                                            |
| Abzweig geradeaus, ehemals nach rechts und ehemals von rechts |                      | Bahnstrecke Mézy–Romilly-sur-Seine von Mézy                     | Bahnstrecke Mézy–Romilly-sur-Seine von Mézy                     |
| |                      | Bahnstrecke Paris–Mulhouse nach Paris-Est                       |                                                                 |

Die Bahnstrecke Oiry-Mareuil–Romilly-sur-Seine ist eine 84 km lange, ehemals teilweise eingleisige Bahnstrecke in Frankreich. Sie wurde in vier Abschnitten bis 1872 eröffnet. Bereits 1940 wurde ein 30 km langer Abschnitt stillgelegt und 1951 endgültig geschlossen. Auch auf dem übrigen Streckenabschnitt findet heute kein Personenverkehr mehr statt.

## Geschichte

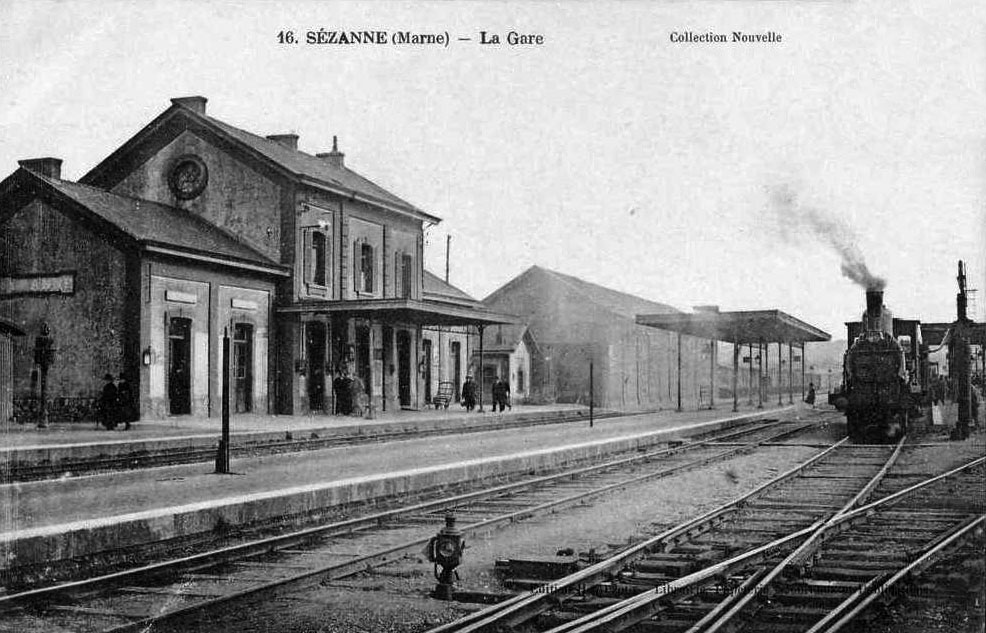
Sézanne, der größte Unterwegsbahnhof, um 1900

Am 28. April 1868 wurde der Société belge des Chemins de fer, einem Subunternehmen der Société générale de Belgique die Konzession zum Bau und Betrieb einer Verbindungsstrecke eingeräumt, die die beiden bereits bestehenden Strecken von Paris-Ost nach Straßburg und von Paris-Ost nach Mülhausen verbinden sollte. Die Société belge des Chemins de fer hatte einen starken Expansionsdrang gen Süden und machte anderen, hier aktiven Gesellschaften Konkurrenz wie vor allem den Chemins de fer de l’Est, an die diese Strecke dann auch wenige Jahre später, am 1. Februar 1872, überging, die sie wirtschaftlicher betreiben konnte. Die Bahnhofgebäude aus der Entstehungszeit der Strecke entsprechen der Architektur belgischer Bahnhöfe. Nur der nördliche Abschnitt bis Sézanne wurde zweigleisig ausgebaut.
Die Strecke wurde von Norden nach Süden gebaut. Die ersten 18 km konnten zum 12. August 1870 fertiggestellt werden, also noch vier Wochen nach Beginn des Deutsch-Französischen Kriegs. Entsprechend geriet das Bauprojekt im Laufe des Krieges ins Stocken und nahm erst nach Ende der Kampfhandlungen wieder an Fahrt auf. Bis zum 20. August 1871 kam man bis Fère-Champenoise, drei Monate später bis Sézanne und am 11. Mai 1872 war die Strecke bis Romilly-sur-Seine fertiggestellt.
Erst zehn Jahre später, am 5. November 1885, stieß in Sézanne die Bahnstrecke Gretz-Armainvilliers–Sézanne von Westen kommend auf diese Strecke, die in Fère-Champenoise mit der Bahnstrecke Fère-Champenoise–Vitry-le-François zeitgleich ihre Fortsetzung fand.
Sowohl im Ersten als auch im Zweiten Weltkrieg gehörte dieser Teil Frankreichs zum Aufmarschgebiet und hatte entsprechend hohe militärische Bedeutung. Die Strecken wurden erweitert und bekamen bis April 1917 zum Teil umfangreiche Bahnanlagen hinzu, um Transporte von Kriegsgerät und Truppen bereitstellen zu können. Neben 13 Streckenposten gab es eine großzügig bemessene Abstellanlage für Triebfahrzeuge mit Ausbesserungshalle und ein Umkehrdreieck. In Sézanne gab es darüber hinaus noch einen Gesundheitsdienst und Gefangenenlager. Nach dem Zweiten Weltkrieg wurden alle kriegsrelevanten Anlagen zurückgebaut.